# Вільна українська школа
«Вільна Українська Школа» — журнал Всеукраїнської учительської спілки, присвячений загальним педагогічним питанням і організації шкільництва.
Виходив у Києві 1917-19 за редагуванням С. Черкасенка, з 2 ч. — О. Дорошкевича, співробітники: В. Дурдуківський, О. Музиченко, С. Русова, С. Сірополко, П. Холодний, Я. Чепіга, І. Ющишин і ін.; продовжував традиції довоєнного журналу «Світло».